# Synthymia suffusa
Synthymia suffusa är en fjärilsart som beskrevs av Embrik Strand. Synthymia suffusa ingår i släktet Synthymia och familjen nattflyn. Inga underarter finns listade i Catalogue of Life.